# Pere Lluis de Grevalosa
Pere Lluis de Grevalosa noble català, Senyor de Castellar fill de Guillem Ramon de Grevalosa i la seva dona Violant. El 12 d'octubre de 1475 es va casar amb Isabel de Gàver filla de Santa Coloma de Queralt. Se'els coneixen sis fills i filles: Aldonça, Lluïsa, Elionor, Joanot, Galceran i Lluis. En lluís es va casar amb la senyora de Vacarisses En el seu testament fet el dia 6 d'abril de 1520 nomena hereu a en Joanot de Grevalosa.